# Берестейська (зупинний пункт)
Бересте́йська (до 2024 року — Рубежі́вський) — пасажирський зупинний пункт Київського залізничного вузла Південно-Західної залізниці між станцією Святошин та зупинним пунктом Сирець на Північному напівкільці — обхідній залізничній лінії, що сполучає станції Святошин та Дарниця через станцію Почайна. Розташований у парку «Нивки» поблизу вулиць Зеленого Клину та Георгія Дудника неподалік від станції метро   «Берестейська».

## Історія
Відкритий у другій половині 1910-х років, відмічений на карті Південно-Західної залізниці 1919 року під назвою пост Рубежівський, на початку 1930-х років — роз'їзд Рубежівський. В 1940-х роках — Рубежівка. Назва походить від Рубежівської колонії, що існувала неподалік наприкінці XIX — на початку XX століття. Електрифікована разом із лінією 1968 року. Станом на 2011 рік на платформі та на офіційному вебсайті Південно-Західної залізниці використовувалася неправильна назва зупинного пункту — Рубежівська.
З 4 жовтня 2011 року — одна з зупинок Київської міської електрички.
18 січня 2024 року рішенням Київської міської ради зупинний пункт Рубежівський перейменований на Берестейську.

## Особливості платформи
Розташована в кривій ділянці залізничної колії.

## Зображення

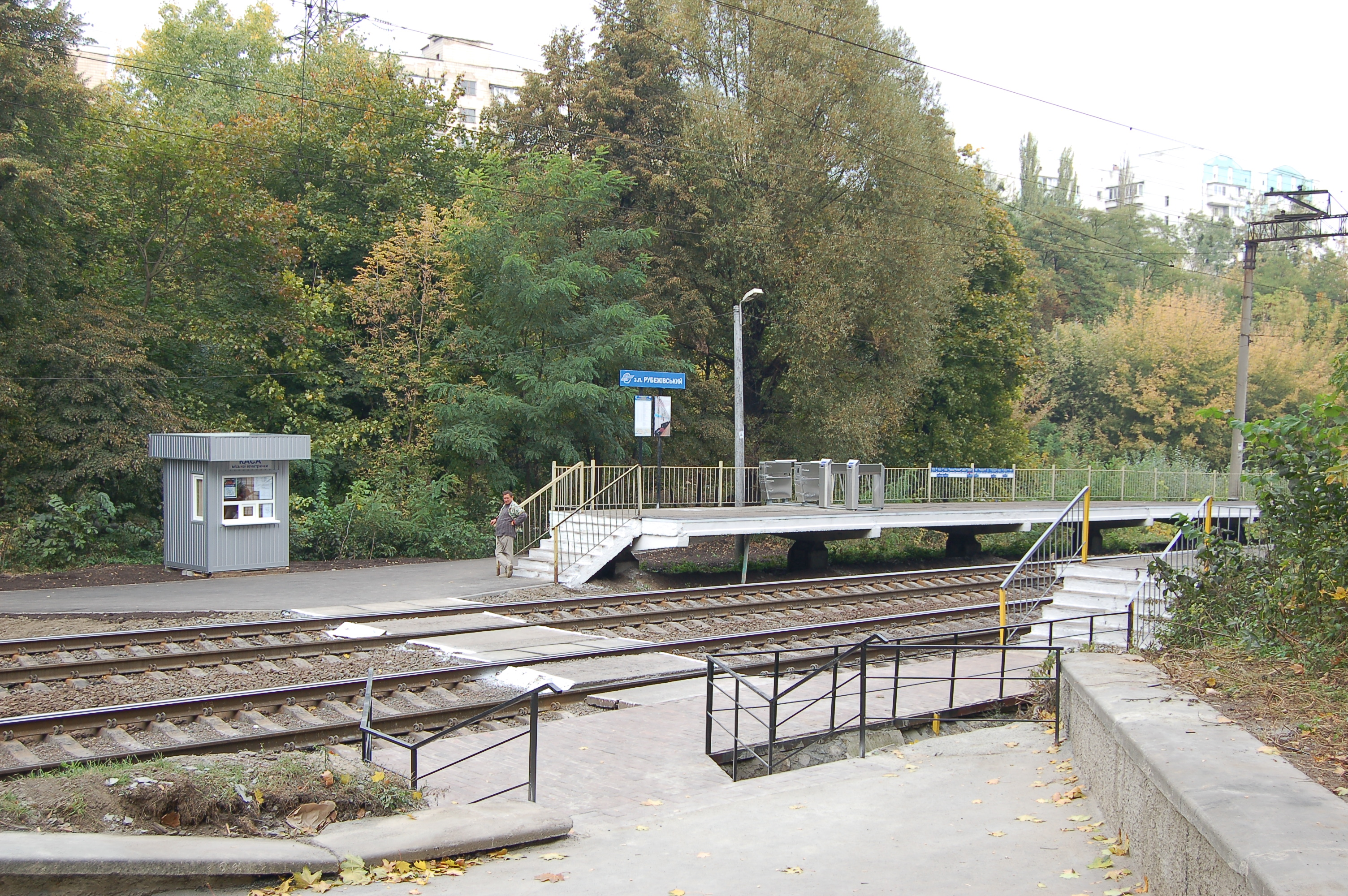
Перехід між платформами та каса міської електрички
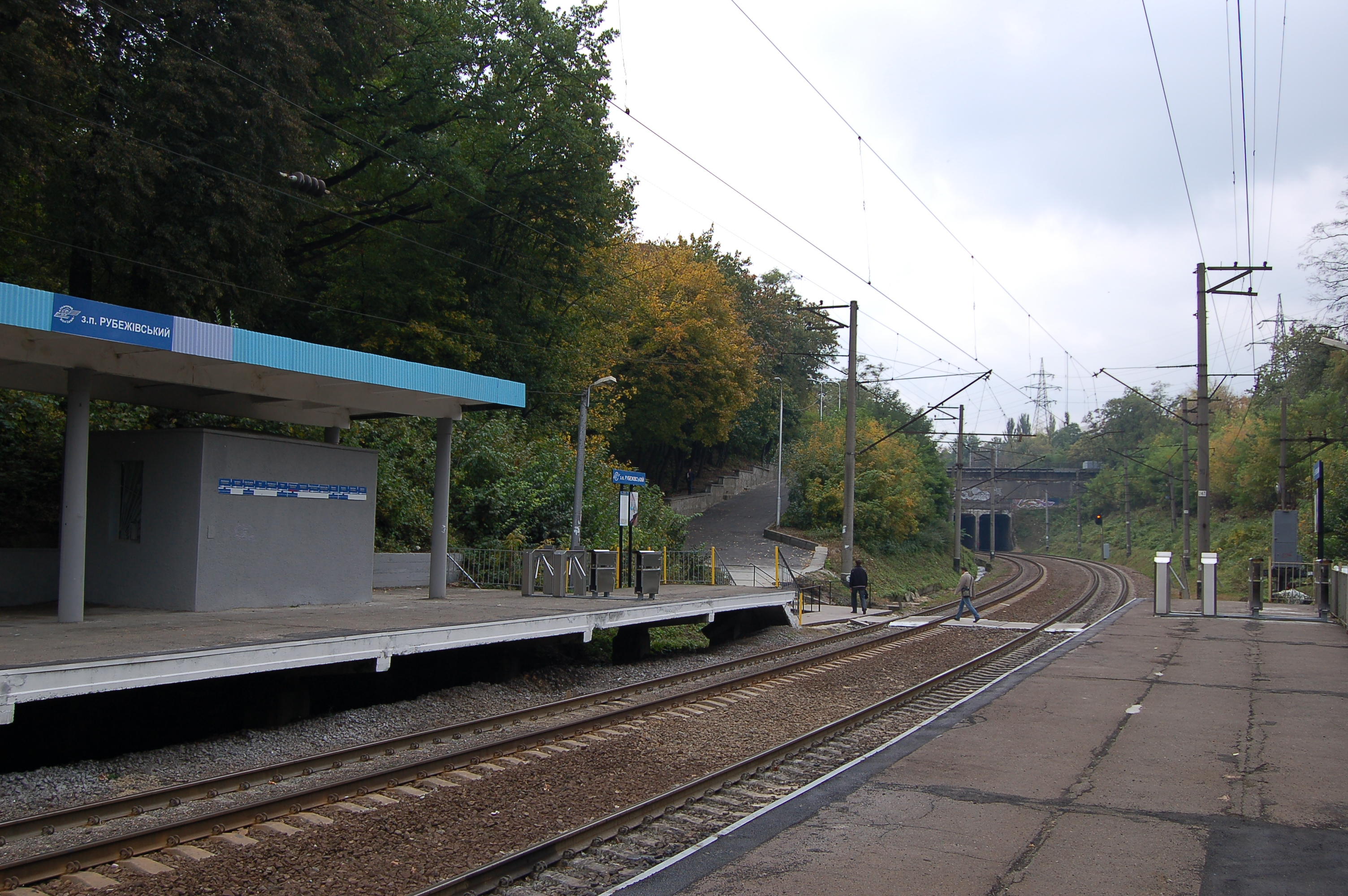
Краєвид у бік Берестейського проспекту
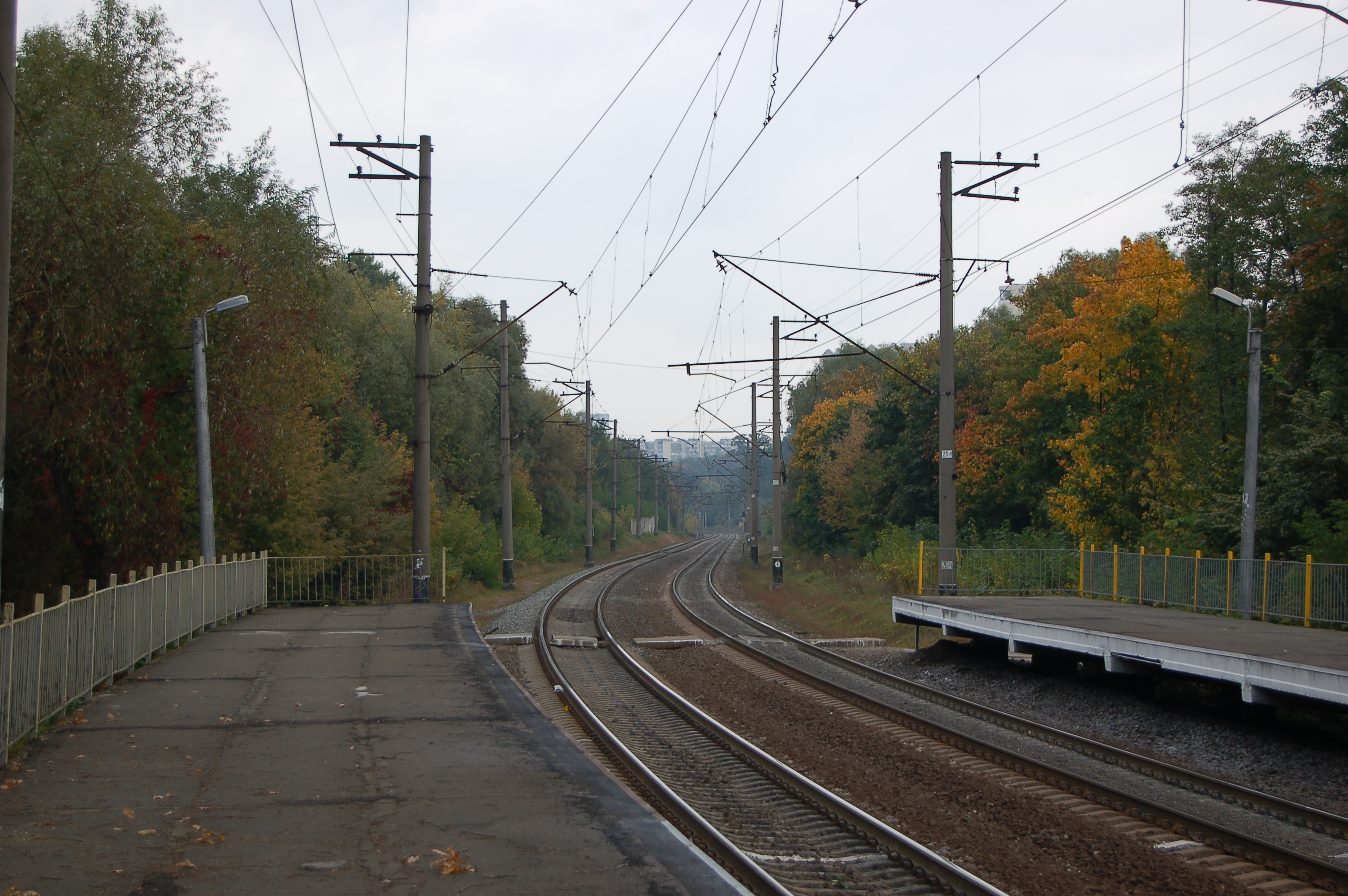
Краєвид у бік Сирця
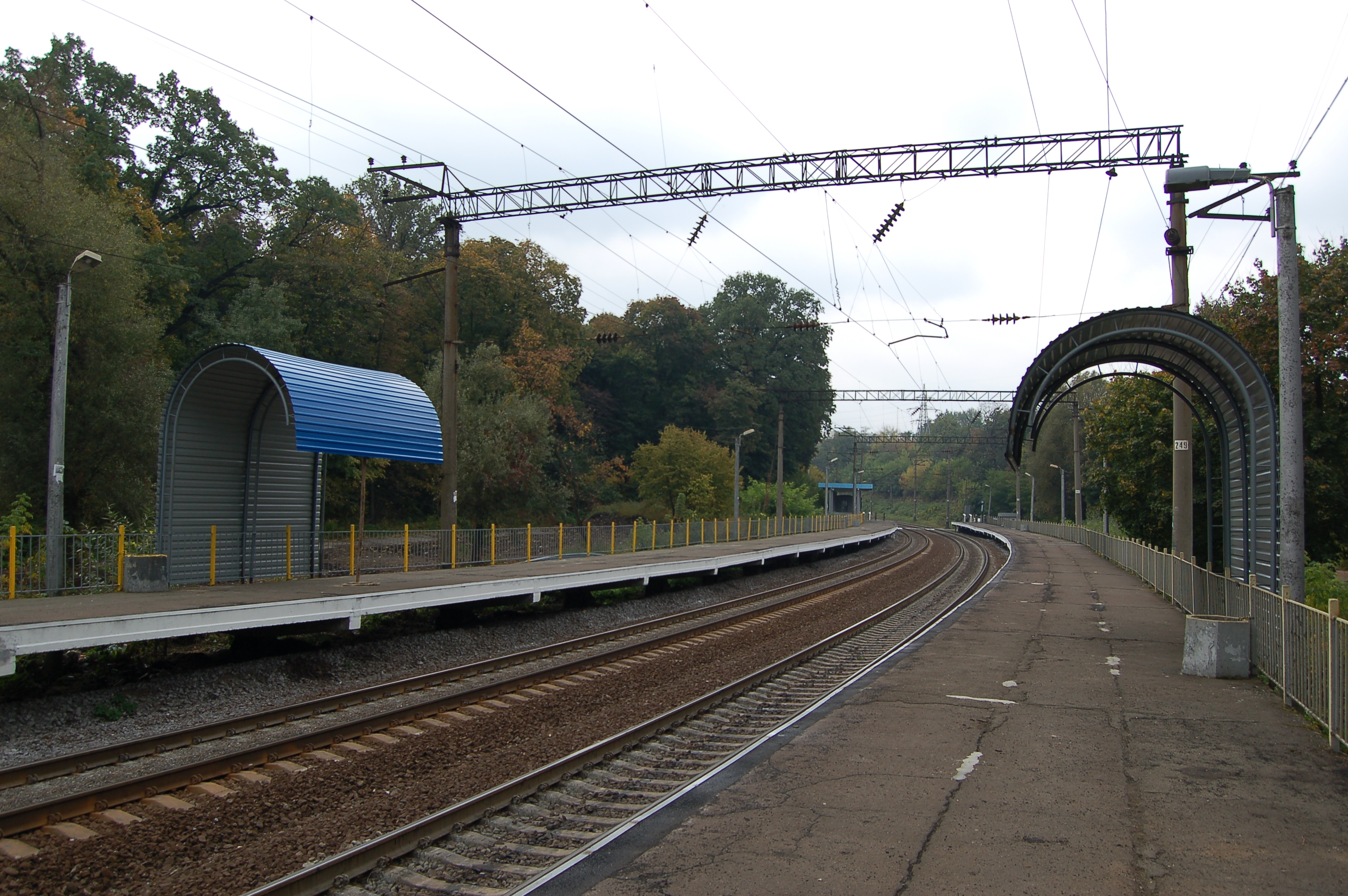
Пасажирські платформи
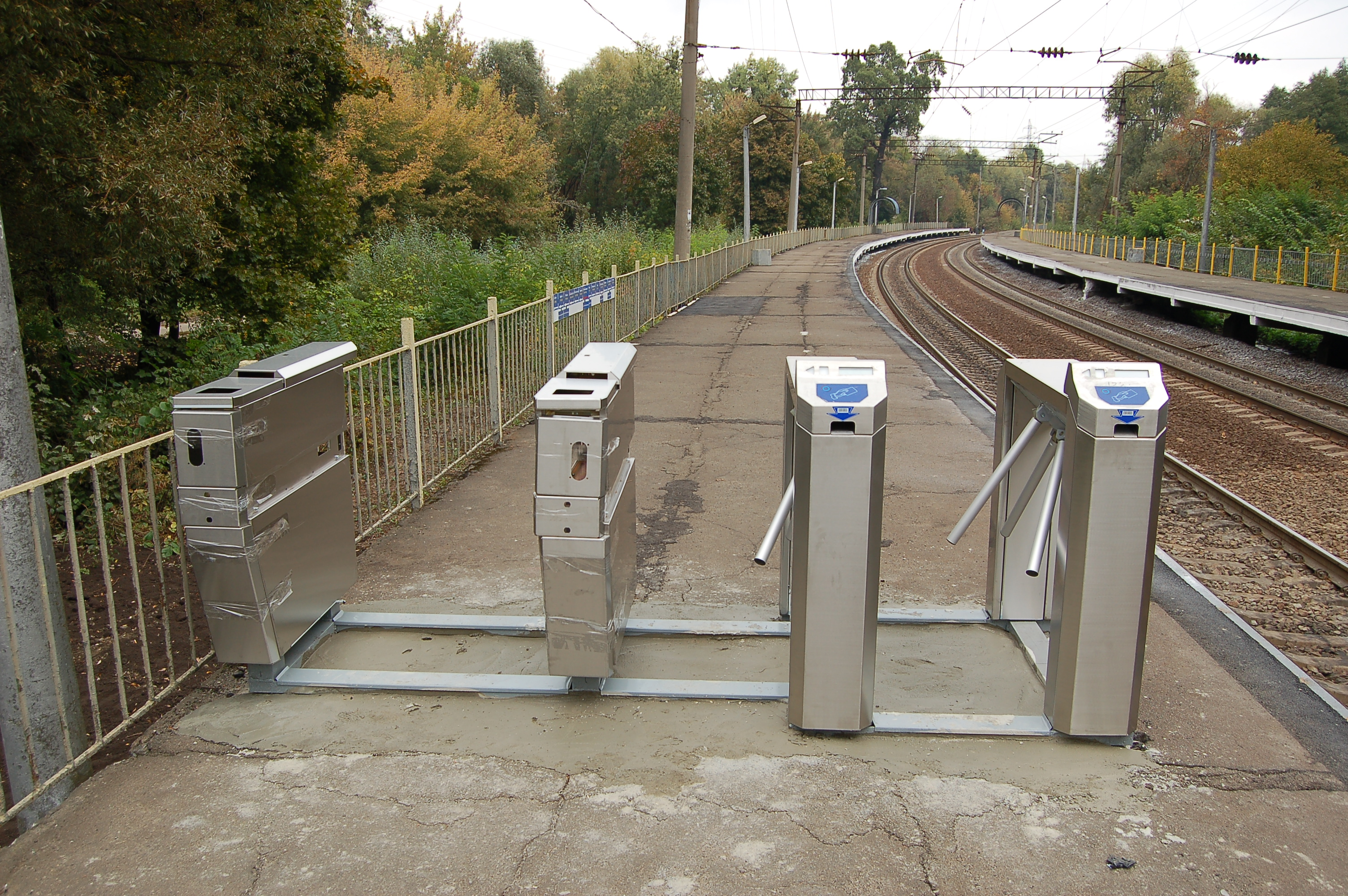
Платформа у бік Борщагівки
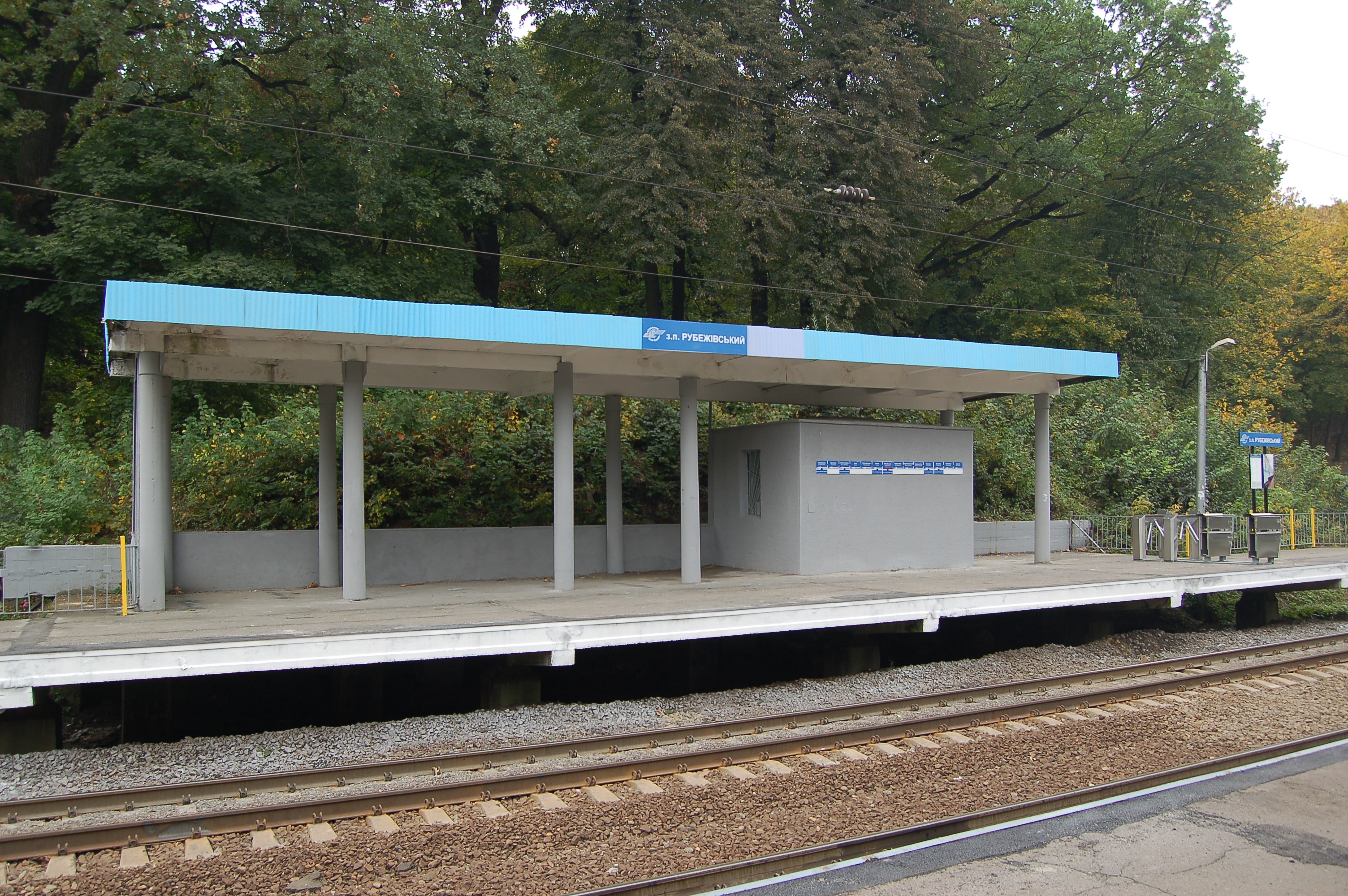
Колишній касовий павільйон
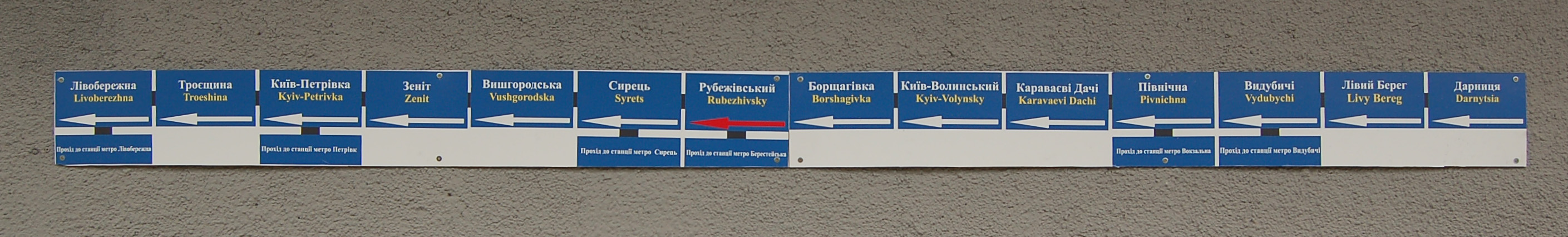
Покажчик зупинок міської електрички
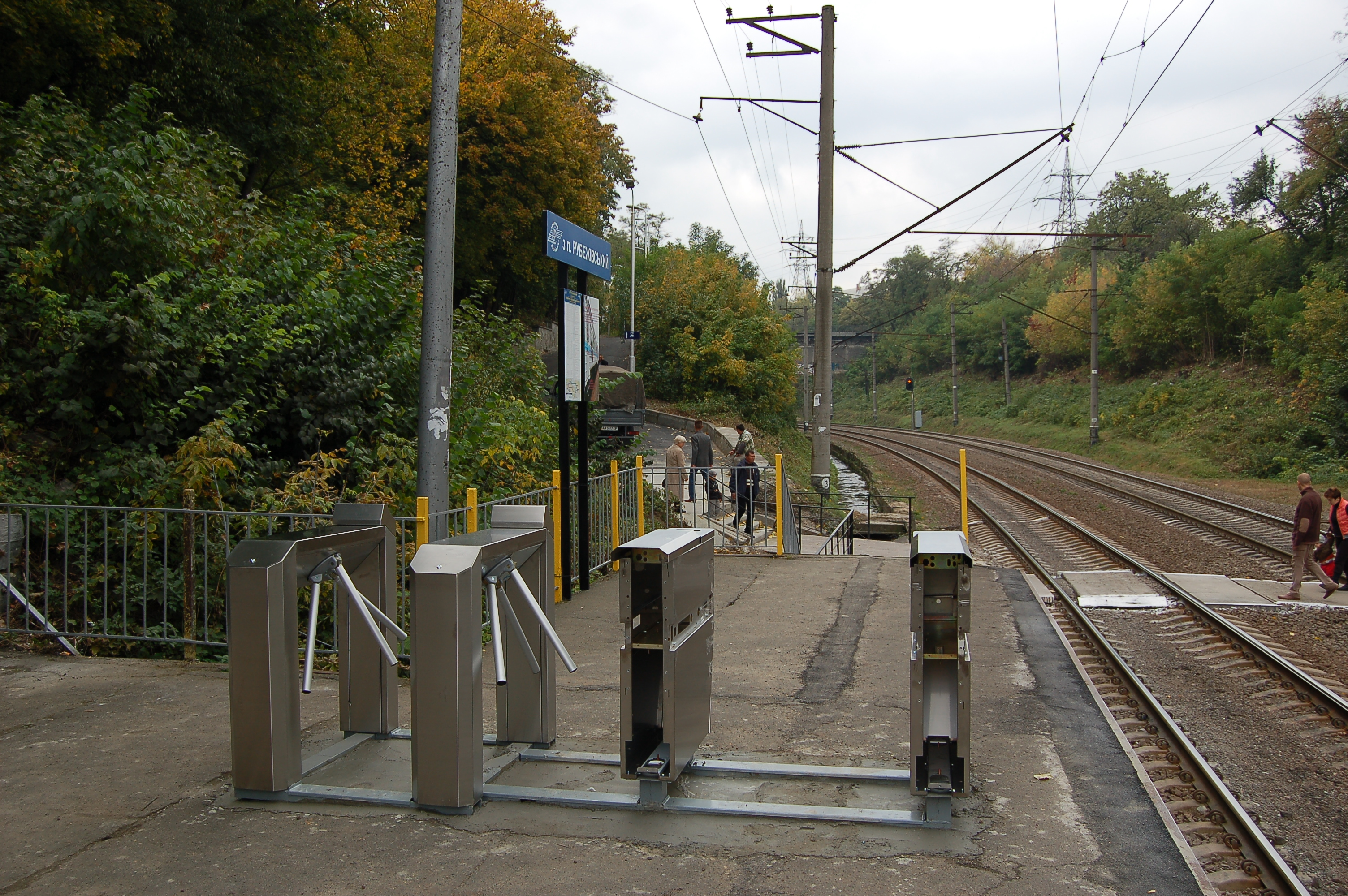
Пішохідна доріжка до Берестейського проспекту
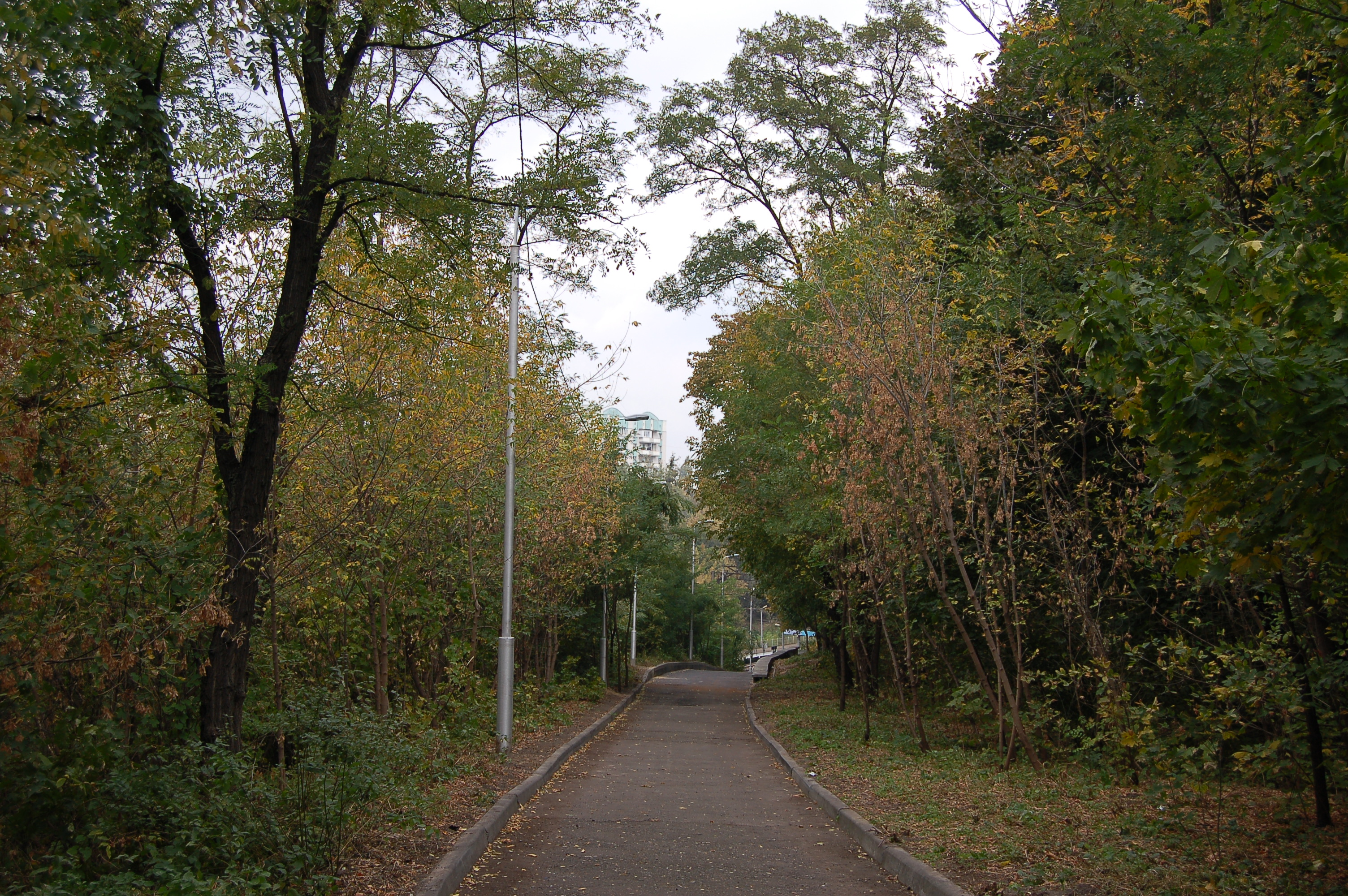
Пішохідна доріжка від Берестейського проспекту до платформи
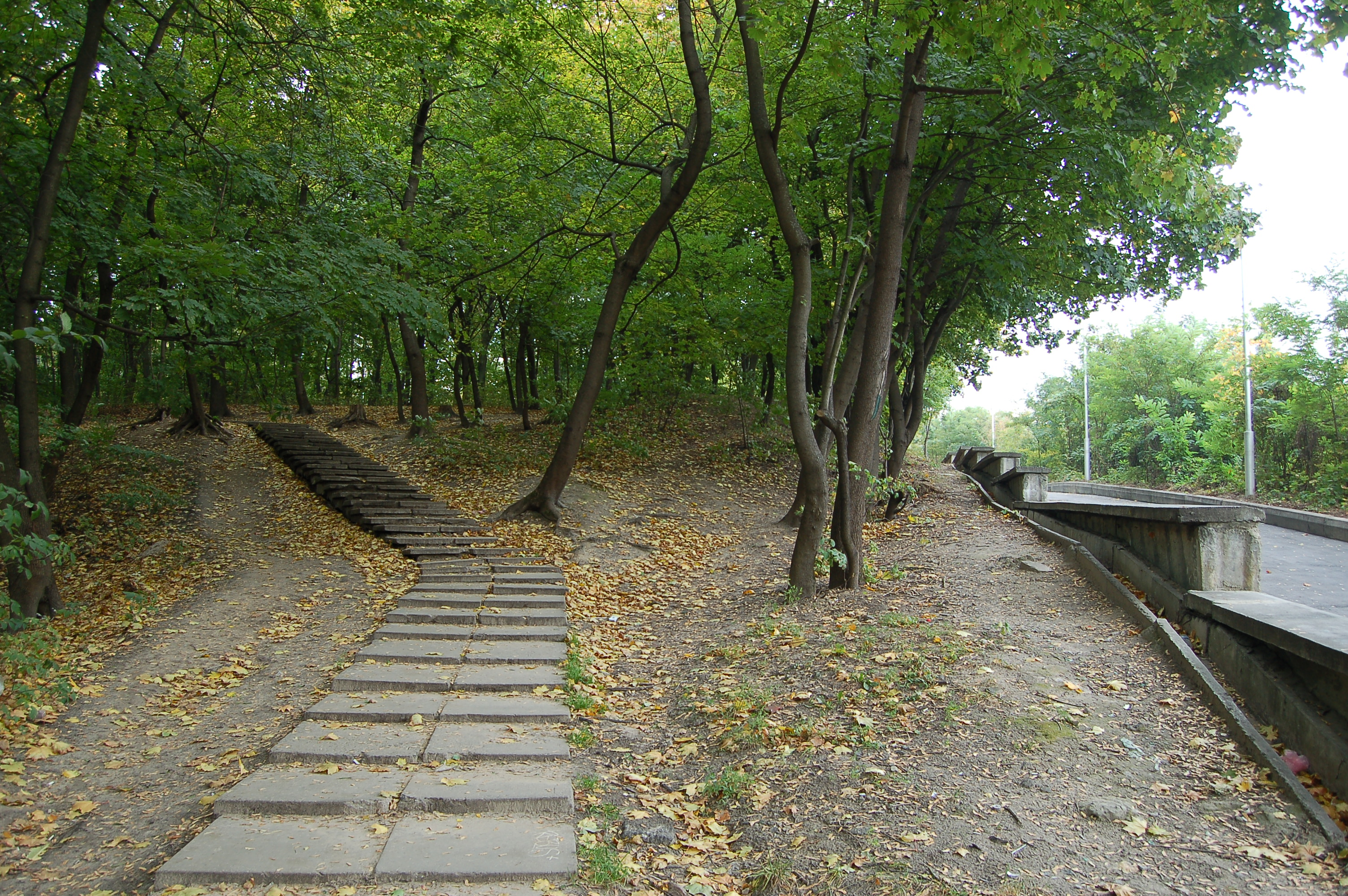
Пішохідна доріжка до станції метро «Берестейська» через парк
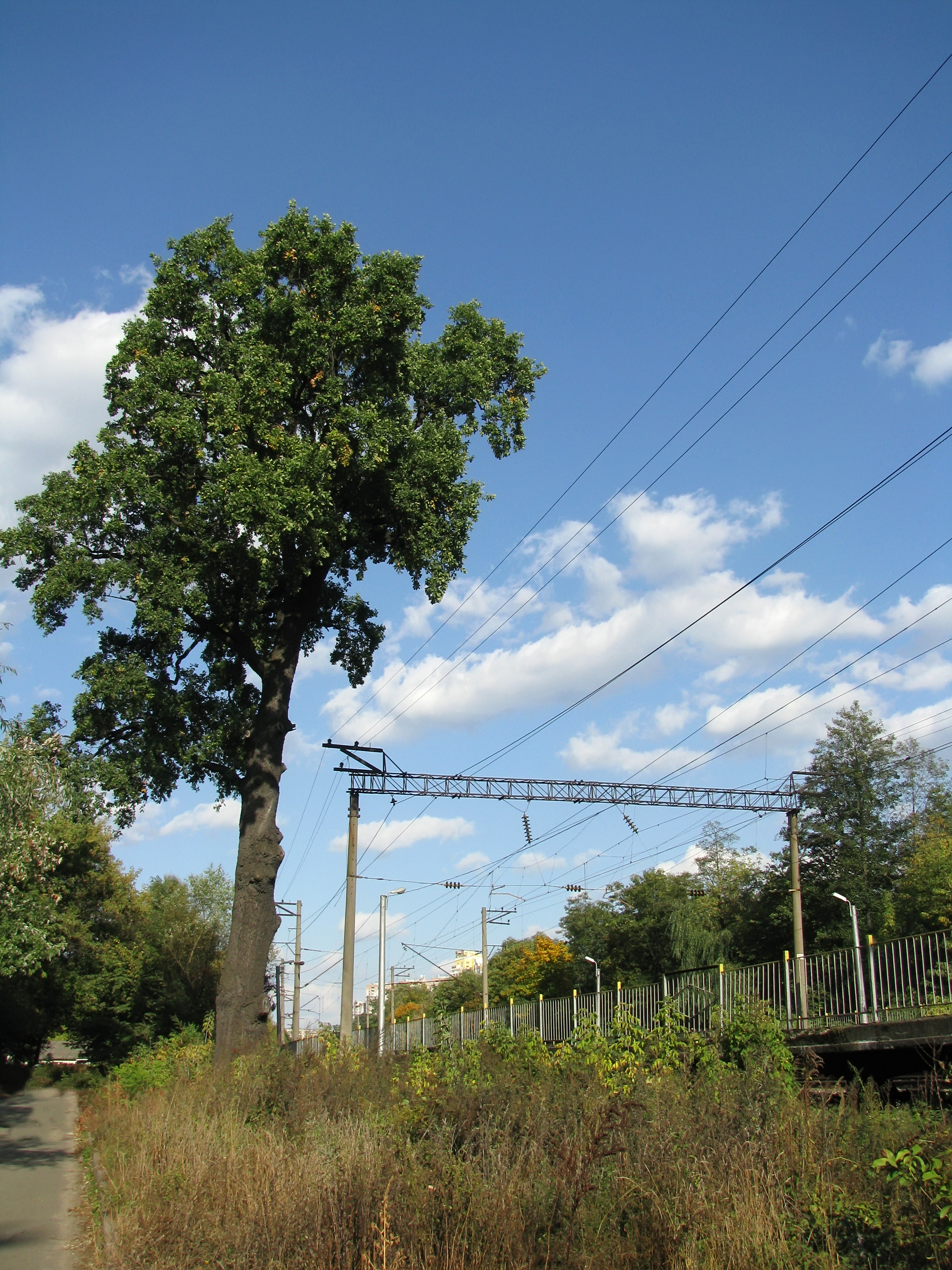
Віковий дуб біля зупинного пункту